# Lasiopales pachychaeta
Lasiopales pachychaeta är en tvåvingeart som först beskrevs av Villeneuve 1922.  Lasiopales pachychaeta ingår i släktet Lasiopales och familjen parasitflugor. Inga underarter finns listade i Catalogue of Life.